# ماري ماسترز (ممثلة)
ماري ماسترز (بالإنجليزية: Marie Masters)‏ هي ممثلة أمريكية، ولدت في 4 فبراير 1941 في سينسيناتي في الولايات المتحدة.

## وصلات خارجية
- ماري ماسترز (ممثلة) على موقع IMDb (الإنجليزية)
- ماري ماسترز (ممثلة) على موقع قاعدة بيانات برودواي على الإنترنت (الإنجليزية)
- ماري ماسترز (ممثلة) على موقع قاعدة بيانات الفيلم (الإنجليزية)